# Lithologie
Lithologie, van het Griekse λίθος, líthos, steen, betekent letterlijk gesteentekunde. Er wordt in de geologie mee aangegeven met wat voor soort steen men te maken heeft. 

## Voorbeelden
- De lithologie van een zandsteen is vanzelfsprekend zandsteen.
- Een bekken of een terrein kan een aantal verschillende soorten steen bevatten, dus de lithologie wordt dan een langere beschrijving.
- De lithologie van een xenoliet kan worden beschreven om het verschil met het omringende gesteente, dat een andere lithologie kan hebben, aan te geven.